# Samuele Vignato
Samuele Vignato, né le 24 février 2004 à Negrar en Italie, est un footballeur italien, qui évolue au poste de milieu offensif.

## Biographie

### En club
Né à Negrar en Italie, Samuele Vignato est formé par le Chievo Vérone. C'est avec ce club qu'il débute en professionnel. Il joue son premier match le 4 mai 2021, lors d'une rencontre de championnat face à l'US Cremonese. Il entre en jeu et les deux équipes se neutralisent (1-1 score final).
Le 11 août 2021, Vignato rejoint l'AC Monza. Il signe un contrat courant jusqu'en juin 2024.

### En sélection
Samuele Vignato représente l'Italie avec les équipes de jeunes. Il commence avec les moins de 15 ans, jouant au total trois matchs et marquant deux buts en 2019.
Samuele Vignato est convoqué avec l'équipe d'Italie des moins de 19 ans pour participer au Championnat d'Europe des moins de 19 ans en 2023. L'Italie atteint la finale de la compétition, où elle affronte le Portugal.

## Vie privée
Samuele Vignato est le jeune frère de Emanuel Vignato, lui aussi footballeur professionnel passé par le Chievo Vérone.

## Palmarès
Italie -19 ans
- Championnat d'Europe
  - Vainqueur en 2023